# Cinenova
Cinenova was een filmkanaal dat uitsluitend ontvangen kon worden via een digitale ontvanger van een kabelmaatschappij. Op twee betaalzenders werden 24 uur per dag uitsluitend films uitgezonden, zonder reclame.
In 2004 en 2005 had Cinenova de exclusieve uitzendrechten voor de live-uitzending van de Oscar-uitreikingen voor het Nederlandstalig gebied in Europa. In 2005 werden zelfs geen samenvattingen op andere zenders uitgezonden.
Door de overname van de Nederlandse Canal+-zenders door Chellomedia (zustermaatschappij van UPC Nederland B.V.) besloten de grote kabelmaatschappijen als UPC, Essent en Multikabel de Cinenova-kanalen te schrappen uit het digitale televisiepakket en deze te vervangen door de Canal+ kanalen Rood, Blauw en Geel. Op 18 mei 2005 werd de distributie van Cinenova via de kabel stopgezet.